# Ryan Flynn
Ryan Flynn (Edinburgh, 1989. február 3.) skót labdarúgó, középpályás, jelenleg az angol Sheffield United játékosa.

## Pályafutása

### Liverpool
A fiatal skót középpályás a Falkirk csapatától érkezett Liverpoolba.
Kulcsszerepe volt az ificsapat FA-kupa sikerében, a döntőben gólt szerzett a Manchester City ellen. Emellett ő is hozzásegítette csapatát, hogy megnyerjék a 2007–2008-as ifjúsági bajnokságot.
A felnőtt csapatban nem lépett pályára tétmérkőzésen, de a 2008-as felkészülési meccsek egyikén becserélték.

### Falkirk
Először kölcsön keretében, majd 2009 szeptemberében végleg visszatért ifjúsági csapatához, a skót Falkirk FC-hez.
Debütáló meccsén, az FC Vaduz elleni Európa-liga selejtező első, hazai meccsén megszerezte az egyetlen és a Falkirk történetének első európai kupabeli gólját.

### Sheffield United
Az angol harmadosztályú Sheffield United 2011 nyarán szerződtette le Flynnt három évre.

## Statisztika
Utoljára frissítve: 2013. augusztus 3.
| Klub             | Szezon  | Conference National | Conference National | FA-kupa   | FA-kupa   | —             | —             | —     | —    | Egyéb | Egyéb | Összesen | Összesen |
| Klub             | Szezon  | Meccs               | Gól                 | Meccs     | Gól       | Meccs         | Gól           | Meccs | Gól  | Meccs | Gól   | Meccs    | Gól      |
| ---------------- | ------- | ------------------- | ------------------- | --------- | --------- | ------------- | ------------- | ----- | ---- | ----- | ----- | -------- | -------- |
| Wrexham          | 2008–09 | 25                  | 4                   | 0         | 0         | —             | —             | —     | —    | —     | —     | 2        | 0        |
| Klub             | Szezon  | SPL/SFD             | SPL/SFD             | Skót Kupa | Skót Kupa | Skót Ligakupa | Skót Ligakupa | UEFA  | UEFA | Egyéb | Egyéb | Összesen | Összesen |
| Klub             | Szezon  | Meccs               | Gól                 | Meccs     | Gól       | Meccs         | Gól           | Meccs | Gól  | Meccs | Gól   | Meccs    | Gól      |
| Falkirk          | 2009–10 | 36                  | 5                   | 1         | 0         | 1             | 0             | 2     | 1    | —     | —     | 40       | 6        |
| Falkirk          | 2010–11 | 33                  | 5                   | 2         | 0         | 3             | 2             | —     | —    | —     | —     | 38       | 7        |
| Klub             | Szezon  | League One          | League One          | FA-kupa   | FA-kupa   | Ligakupa      | Ligakupa      | UEFA  | UEFA | Egyéb | Egyéb | Összesen | Összesen |
| Klub             | Szezon  | Meccs               | Gól                 | Meccs     | Gól       | Meccs         | Gól           | Meccs | Gól  | Meccs | Gól   | Meccs    | Gól      |
| Sheffield United | 2011–12 | 27                  | ?                   | 3         | ?         | 1             | 0             | —     | —    | 4     | 0     | 35       | 3        |
| Sheffield United | 2012–13 | 36                  | 3                   | 4         | 0         | 1             | 0             | —     | —    | 3     | 0     | 44       | 3        |
| Sheffield United | 2013–14 | 0                   | 0                   | 0         | 0         | 0             | 0             | —     | —    | 0     | 0     | 0        | 0        |
| Összesen         | 2008–   | 157                 | 17                  | 10        | 0         | 6             | 2             | 2     | 1    | 7     | 0     | 182      | 20       |

## Külső hivatkozások
- Flynn adatlapja a Sheffield United oldalán